# تيي مرن إسي
تيي مرن إسي أو تيي مرن إست أو تيي مرنيسي أو تيي مرنست، هي ملكة مصرية قديمة غير حاكمة أو زوجة ملك عاشت خلال عصر الأسرة العشرين، وهي زوجة الملك ستناخت وأم الملك رعمسيس الثالث.

## التعرف عليها
تعتبر الملكة تيي مرن إسي الزوجة الوحيدة المعروفة للملك ستناخت. وقد تم تصويرها مع زوجها في لوحة من أبيدوس. فيظهر كاهن اسمه مريسيوتف يتعبد للملك ستناخت والملكة تيي مرن إسي ويظهر ابنهما الملك رعمسيس الثالث يقدم لهما القرابين. وتظهر الملكة تيي مرن إسي كذلك على كتل حجرية وجدت في أبيدوس أيضاً وقد أعيد استخدامها في مباني أخرى.